# Жасыбай (озеро)
Жасыба́й (Жасымбай; каз. Жасыбай) — бессточное озеро тектонического происхождения в Баянаульском районе Павлодарской области Казахстана, расположенное в живописной местности на территории Баянаульского национального парка. Находится примерно в 230 км к юго-западу от Павлодара, в середине горного массива Баянаульские горы между сёлами Торайгыр (6 км южнее села) и Баянаул (6 км севернее села).

## Описание
Озеро Жасыбай расположено в естественной котловине между горными грядами с вершинами Акбет (1022 м) с северо-востока и Оголек (958 м) с юго-запада. Самое прозрачное и второе по величине среди озёр Баянаульского национального парка после озера Сабындыколь.
Максимальная длина озера — 3,5 км, максимальная ширина — 2,4 км, максимальная глубина — 14,7 м. Ценный источник пресноводной воды, дающий заметные уловы щуки, чебака, окуня, карася, линя. Недалеко расположены озера Сабындыколь (южнее горного массива) и Торайгыр (севернее массива).
Прежнее название Шойынколь (с каз. — «чугунное озеро»), переименовано в честь племянника знаменосца Абылай хана — Жасыбай батыра, погибшего в 1752 году на перевале между озёрами в сражении с захватчиками джунгарами. Его же именем стали называть и перевал между озером Жасыбай и нынешним посёлком Баянаул, где, как гласят народные предания, герой был похоронен.